# دان بيترز
دانييل جو بيترز (بالإنجليزية: Daniel Joe Peters)‏ هو عازف الطبول في مادهوني. انضم لفرقة باندل أوف هيس عندما كان في الخامسة عشر من عمره. وقام أيضاً بعزف الطبول في نيرفانا، ظهر في أغنية مفردة واحدة وهي «سليفر».

## روابط خارجية
- دان بيترز على موقع IMDb (الإنجليزية)
- دان بيترز على موقع ميوزك برينز (الإنجليزية)
- دان بيترز على موقع أول ميوزيك (الإنجليزية)
- دان بيترز على موقع ديسكوغز (الإنجليزية)
- دان بيترز على موقع قاعدة بيانات الفيلم (الإنجليزية)